# 揖斐川歴史民俗資料館

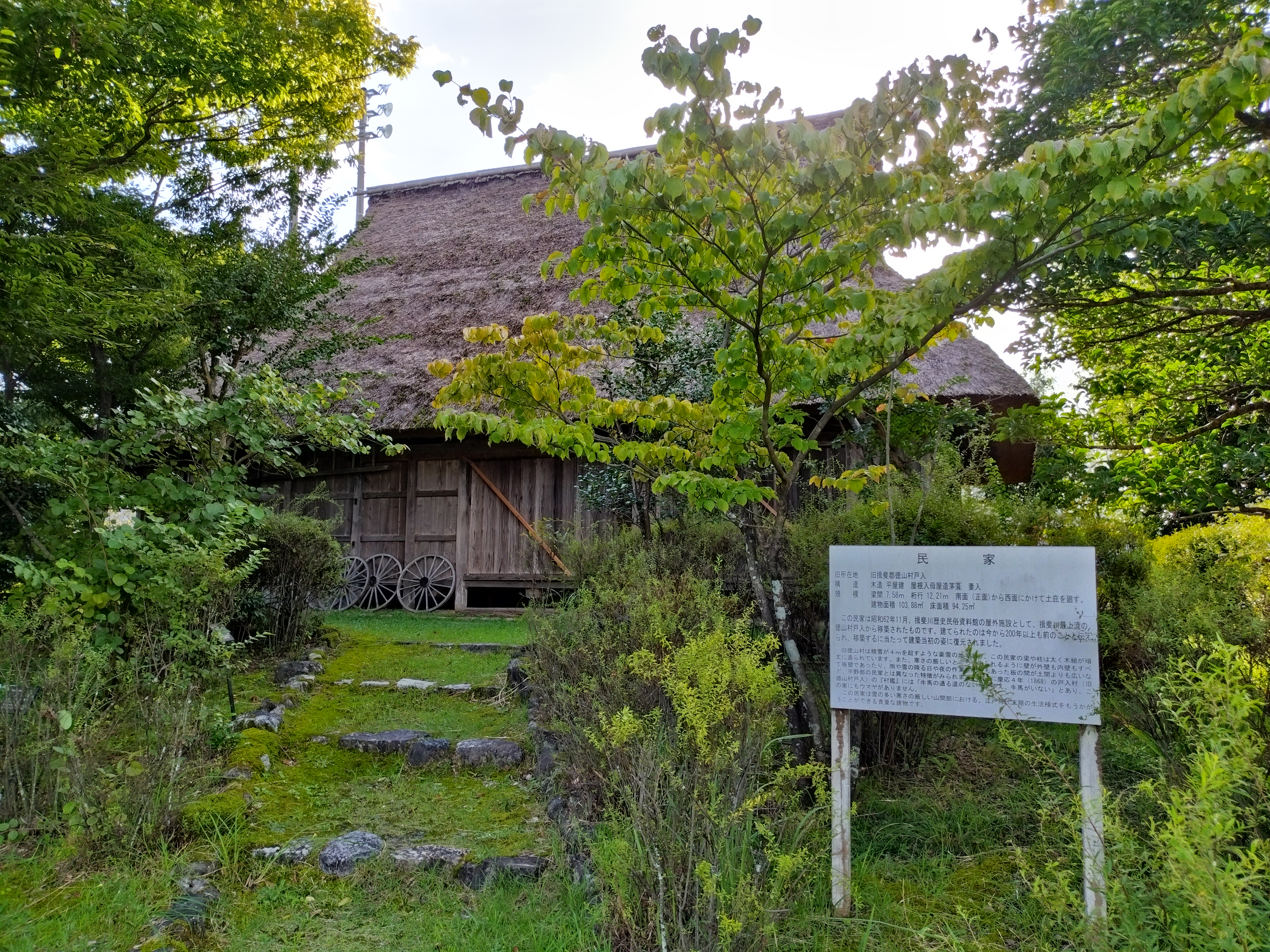
揖斐川歴史民俗資料館に移築された、徳山村戸入の古民家

揖斐川歴史民俗資料館（いびがわれきしみんぞくしりょうかん）は、岐阜県揖斐郡揖斐川町にある博物館。

## 概要
- 地方自治法第244条の2の規定に基づき設置されている揖斐川町の博物館の一つである[5]。揖斐川町のうち、主に（旧）揖斐川町の歴史民俗に関する資料の保管展示の施設である。
- 1972年（昭和47年）4月10日、（旧）揖斐川町の揖斐川町郷土資料館として開館[6][7]。揖斐川町三輪1300番地の旧・揖斐川町役場の建物を転用し、揖斐川町立図書館を併設していた。1987年（昭和62年）11月3日、現在地に新築移転。同時に揖斐川町歴史民俗資料館として開館[1]。2005年（平成17年）に（旧）揖斐川町が谷汲村、久瀬村、春日村、坂内村、藤橋村と合併し、（新）揖斐川町が発足すると、揖斐川歴史民俗資料館に改称する。
- 常設展示のほか、年に数回の企画展、年に1回の特別企画展が行われる。
- 屋外には（旧）徳山村戸入地区の茅葺民家（江戸時代末期建築）が移築されている。
- 建物は鉄筋コンクリート造（一部鉄骨造）平屋建て（一部2階建）[3][4]、1987年（昭和62年）3月31日竣工[1]。1987年度日本建築家協会東海支部東海賞を受賞している[8]。

## 主な展示内容
- 出土品

縄文時代から古墳時代の石器・土器
- 舟運資料

揖斐郡北方村森前（現・揖斐川町北方）には揖斐川の川湊があり、上流部からの小型舟（奥行舟）と下流部の中型舟（せどり舟）の物資の積み替えが行われていた。揖斐川の漁具なども展示。
- 揖斐の祭り

三輪神社の例祭の揖斐祭りの曳山の見送り幕、5輌の曳山の模型などを展示。
- 民俗資料
- 昭和時代の駄菓子屋、酒屋
- （旧）徳山村民家(揖斐川町指定文化財)

## 利用案内
- 所在地：岐阜県揖斐郡揖斐川町上南方901番地5
- 開館時間：9:00 - 17:00
- 休館日：月曜日、祝日の翌日（当該日が土日月曜日の場合は火曜日）、年末年始（12月29日 - 1月3日）
- 入館料：大人110円、小中学生50円、6歳未満無料

## 交通アクセス

### 公共交通機関
- 揖斐川町ふれあいバス揖斐川北部線「姥坂」バス停より徒歩約15分